# 徐承
徐承，春秋时代人，曾经在公元前485年，从吴国率领海军向北攻打齐国。他为有史记载最早的中国海军将领。